# Улица Янки Купалы (Минск)
Улица Янки Купалы (бел. Вуліца Янкі Купалы) — улица в центральной части Минска. Названа в честь народного поэта Беларуси Янки Купалы в 1945 году, до этого называлась Плавской, Троицкой, Полицейской, Набережной и Пролетарской.
Начинается от пересечения с Первомайской улицей, пересекается с улицами Кирова, Карла Маркса, проспектом Независимости, улицами Интернациональной, Куйбышева и Максима Богдановича. Длина — 1580 метров.
На начальном участке по чётной стороне находится спуск к реке Свислочь (на другом берегу находится парк имени Горького), далее по чётной стороне разбит парк имени Янки Купалы (с памятником поэту и литературным музеем), затем улица пересекает Свислочь, далее — сквер имени Марата Казея и площадь Парижской коммуны. По нечётной стороне улица плотно застроена (среди общественных сооружений — Дом ветеранов и ресторанный комплекс «Журавінка»), на конечном участке (на другом берегу Свислочи) по нечётной стороне расположены Аллея Дружбы, выставочный центр «Белэкспо» и корпуса 2-й городской клинической больницы. После окончания улицы начинается улица Сторожёвская, а также Троицкое предместье. Хотя улица впервые начала застраиваться ещё в XII—XIII вв., нынешние сооружения были построены после Великой Отечественной войны.
На всём протяжении улицы курсирует автобус № 57. На конечном участке общественный транспорт представлен также автобусами (24, 177э) и троллейбусами (12, 29, 40).

## Известные жители
- Иван Шамякин (д. 11)
- Михась Калачинский (д. 17)